# Licandos
Licandos (grec medieval: Λυκανδός, Likandós), conegut com a Djahan en armeni, fou un tema o divisió administrativa de l'Imperi Romà d'Orient, a la part sud-est de la Capadòcia, a l'est de Cesarea de Capadòcia i fins a Melitene, creat al segle ix i al qual es van agregar els territoris de l'emirat de Melitene i els dels paulicians de Tefricia ocupats el 863. Les principals ciutats foren Komana, Zapetra i Melitene. Fou perdut per Constantinoble després de la batalla de Mantziciert el 1071.

## Història
Licandos estava situat prop de l'actual Elbistan, al sud-est de Turquia, a les muntanyes d'Aladağlar o Antitaurus. L'any 903 la zona va ser ocupada per l'armeni Mleh (Mèlias en grec) que hi va establir un principat gairebé independent. Aquesta regió tenia una gran importància estratègica ja que feia de zona fronterera entre l'Imperi Romà d'Orient i els emirats musulmans de Síria i Mesopotàmia. Controlava les rutes principals que travessaven les muntanyes d'Anatòlia. El 905, Mèlias va ser expulsat de l'imperi, juntament amb molts altres nobles armenis quan va fracassar la rebel·lió d'Andrònic Ducas contra l'emperador Lleó VI el Filòsof (886-912). Va ser perdonat l'any 908 i Lleó VI el va elevar al càrrec de clisurarca de Licandos, i va reconèixer el seu principat. L'emperador va encarregar a Mèlias la reconstrucció les fortaleses en ruïnes de la regió i establir-hi guarnicions, a més de repoblar la regió. Mèlias va complir ràpidament l'encàrrec i la regió va ser capaç de subministrar homes i cavalls i també abundants terres cultivables, segons diu Constantí VII. El tema va ser repoblat principalment per armenis. Mèlias va aconseguir estendre el seu control sobre les regions muntanyoses properes a Tzamandos i Simposion.
Les fonts àrabs expliquen que aquesta nova província era una amenaça directa, particularment per a l'emirat del Melitene. El 909 els àrabs van llançar un poderós assalt contra el tema, però van ser vençuts i només van aconseguir ocupar algunes posicions frontereres. El 915, les tropes de Mèlias van iniciar una incursió que va arrasar el territori àrab i van arribar fins a Germanicea. La importància de la província i els èxits del seu comandant no van passar desapercebuts, i el 916 Licandos va obtenir el caràcter de tema. L'any 917, les tropes del tema van participar en la desastrosa campanya contra els búlgars, que va acabar en una important derrota a Anquiale.
Les forces del tema van tenir un gran paper durant les guerres arabo-romanes del començament i mitjan segle x, especialment durant les campanyes de Joan Curcues, que van estendre la frontera oriental de l'Imperi fins a l'Eufrates i fins a les regions d'Armènia i Síria. Aquestes mateixes tropes també van participar en les guerres civils de finals del segle xi. A nivell administratiu, el tema era gestionat conjuntament amb els temes veïns de Melitene i Tzamandos. El tema no va arribar a constituir-se en Seu episcopal. Després de la batalla de Mantziciert el 1071 es va perdre el tema per part de l'imperi, quan va ser envaït pels seljúcides.